# Gefälligkeitsgutachten
Gefälligkeitsgutachten ist eine Bezeichnung für Gutachten, Stellungnahmen oder Untersuchungen, die nicht der sachlichen und fachlichen Richtigkeit verpflichtet sind, sondern sich am mutmaßlichen oder tatsächlichen Interesse eines Auftraggebers oder anderweitig begünstigten Partei orientieren, bestimmte Standpunkte unterstützen und vorgegebene Ergebnisse liefern sollen.

## Deutschland
Im außergerichtlichen Bereich begegnen insbesondere die von nur einer der Streitparteien beauftragten Parteigutachten seitens der Gegenpartei häufig dem Einwand, es handle sich um Gefälligkeitsgutachten, die daher sachlich nicht zum Beweis geeignet seien. Dabei sind die Grenzen zwischen einer nur möglichst günstigen Darstellung oder Bewertung von Fakten und einer absichtlich falschen oder sonst wahrheitswidrigen Begutachtung durchaus fließend und nicht immer leicht konkret zu bestimmen. Eine falsche, insbesondere wissentlich falsche Begutachtung kann aber eine Strafbarkeit begründen oder Schadensersatzpflichten auslösen, und zwar durchaus auch gegenüber dem Auftraggeber, der sich etwa im Vertrauen auf die Richtigkeit des Gutachtens auf einen Prozess mit geringen Erfolgsaussichten einlässt. 
Bei einem vom Gericht beauftragten Sachverständigengutachten bestehen klare gesetzliche Vorgaben hinsichtlich der Pflichten des Sachverständigen zur sorgfältigen und unparteiischen Erstattung seines Gutachtens. Weicht der Gutachter vorsätzlich oder fahrlässig von diesen Vorgaben ab, kann er sich, etwa wegen Bestechlichkeit oder wegen eines Aussagedelikts, strafbar und schadensersatzpflichtig machen. 
Der Nachweis, dass ein – falsches – Gefälligkeitsgutachten erbracht wurde, ist schwer zu führen. Häufig kann ein Antrag auf Einholung eines neuen Gutachtens gem. § 412 ZPO Erfolg versprechen, nur in Ausnahmefällen wird ein Zeugen- oder Urkundenbeweis in Betracht kommen.

### Versicherungswirtschaft
Der deutschen Versicherungswirtschaft entstehen laut dem Gesamtverband der Deutschen Versicherungswirtschaft (GdV) jährlich Schäden in Höhe von 35,4 Millionen Euro aus Gefälligkeitsgutachten. Es gibt Fälle, in denen Gutachter gegenüber Kfz-Kaskoversicherungen derartige Gutachten erstellen, um den Versicherer zu täuschen, indem sie etwa den Zeitwert eines Unfallfahrzeuges zu niedrig ansetzen oder den Ausgangswert des Kfz vor dem Schadensereignis zu hoch.
Im Bereich der deutschen gesetzlichen Unfallversicherung wird ein medizinischer Sachverständiger von den Sozialgerichten beauftragt, um bei der Anerkennung von Arbeitsunfällen und Berufskrankheiten zwischen „inneren“ und „äußeren“ Ursachen zu unterscheiden und so über das Vorliegen von einem Versicherungsfall für die gesetzliche Unfallversicherung entscheiden zu können. Hierbei sind das nach dem Amtsermittlungsgrundsatz gerichtlich angeordnete Sachverständigengutachten gemäß § 106 SGG und das im Fall einer Berufung vor dem Landessozialgericht vom Kläger beantragte Sachverständigengutachten gemäß § 109 SGG zu unterscheiden.

### Medizin
Medizinische Gutachten, die falsche Unbedenklichkeitsbescheinigungen trotz nachgewiesener Nebenwirkungen oder bedenklicher Arzneimittelwechselwirkungen mit anderen Präparaten ausstellen, um Vorteile für den Gutachter oder dessen Auftraggeber zu erschleichen, schädigen Patienten und Volkswirtschaft nachhaltig.